# Peter Grigorjewitsch Sobolewski

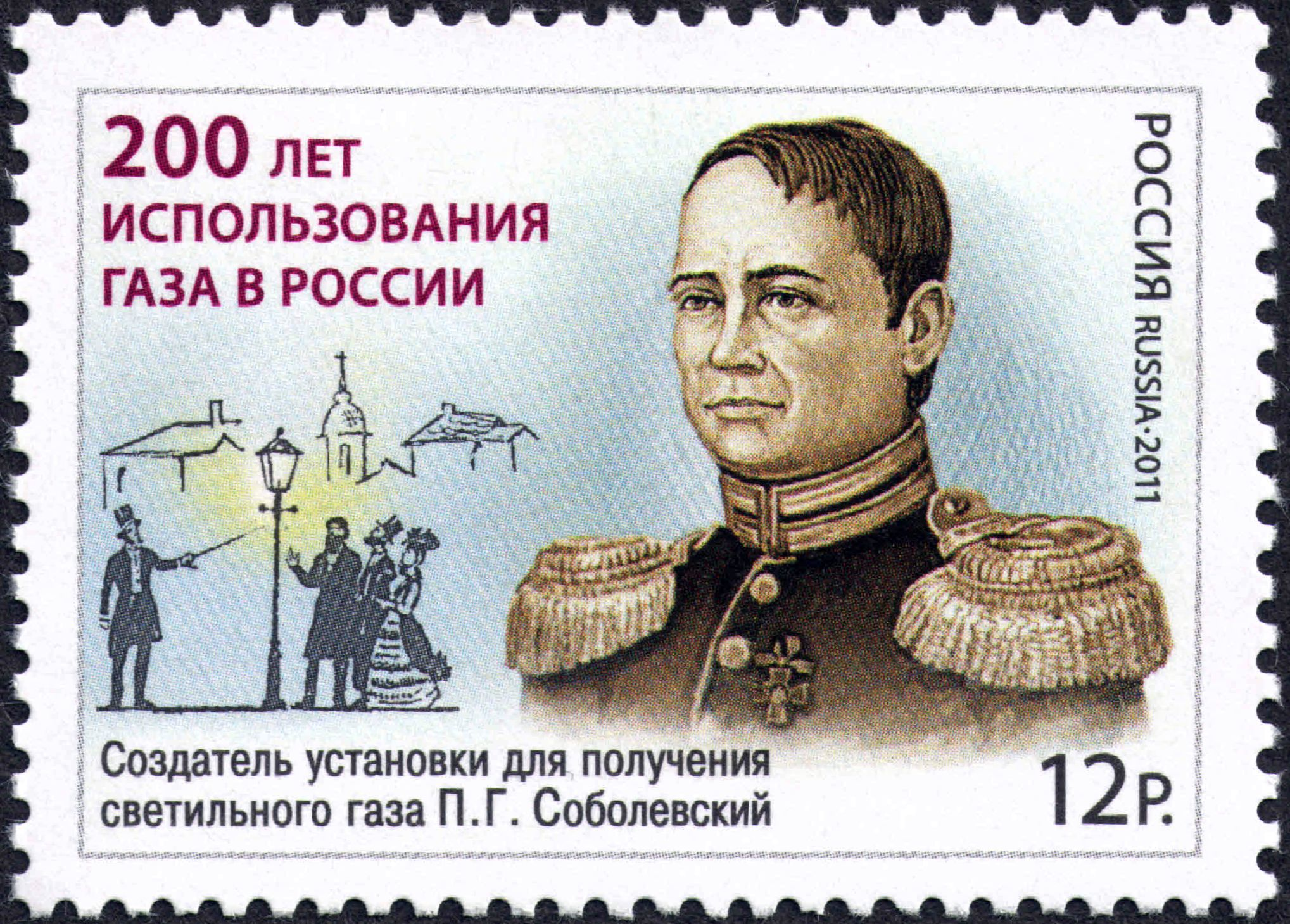
Peter Grigorjewitsch Sobolewski

Peter Grigorjewitsch Sobolewski, russisch Пётр Григорьевич Соболевский, (* 15. Februar 1782 in Sankt Petersburg; † 5. November 1841 ebenda) war ein russischer Chemiker und Ingenieur.
Sobolewski besuchte die Kadettenanstalt in Sankt Petersburg und war nach dem Abschluss 1798 Oberst im Corps der russischen Bergbauingenieure. 1804 verließ er die Armee und wurde Angestellter an der Handelshochschule in Sankt Petersburg. Danach arbeitete er unter anderem im Ural am Bau von Dampfschiffen für den Fluss Kama. 1826 wurde er Leiter des Metallurgie-Labors beim Amt für Bergbau und Salzgewinnung.
Sobolewski erfand eine Thermolampe für die Gasbeleuchtung, entwickelte mit Wassili Ljubarski ein Verfahren metallisches Platin aus pulverförmigem, auf chemischem Weg gewonnenem Platin herzustellen (Pionier der Pulvermetallurgie), womit die Prägung von Platinmünzen gelang, verbesserte die Belüftung von Hochöfen (vorgeheizte Luft) und entwickelte 1837 eine Methode, Silber von Gold mit Schwefelsäure zu trennen.
1830 wurde er korrespondierendes Mitglied der Akademie der Wissenschaften in Sankt Petersburg.
Das Mineral Sobolevskit ist nach ihm benannt.